# مکنده‌دهان آنگولایی
مکنده‌دهان آنگولایی (نام علمی: Chiloglanis angolensis) نام یک گونه از سرده مکنده‌دهان‌ها است.